# 橋田和実
橋田 和実（はしだ かずみ、1953年〈昭和28年〉1月4日 - ）は、日本の政治家。元宮崎県西都市長（4期）。元宮崎県議会議員（2期）。宮崎県サッカー協会の会長も務める。

## 来歴
宮崎県西都市に農家の長男として生まれる。宮崎県立妻高等学校卒業、宮崎大学農学部卒業、同大学院農学研究科修士課程修了。
1995年、宮崎県議会議員選挙に初当選。1999年に再選。県議時代は自由民主党に所属した。西都市選挙区は当時定数2の選挙区であったが、2003年の県議選では無所属新人の押川修一郎が1位当選し、その結果落選した。
2005年1月23日に行われた西都市長選挙に立候補。自民党・民主党・社民党の推薦を得た現職の日野光幸を破り初当選した。2月5日、市長就任。2009年、無投票で再選。2013年、浜砂守を約1,700票差で破り3選。
2017年1月29日に行われた市長選では、かつて県議選で一戦交えた押川修一郎に約5,300票差で敗れ落選。
2021年1月24日に行われた西都市長選挙において、現職の押川（自民党推薦）を破り、市長に返り咲いた。
2022年2月10日、発熱などの症状で医療機関を受診し、11日、PCR検査で新型コロナウイルス陽性が判明した。
2025年1月26日に行われた西都市長選挙において元職の押川に約1,500票差で敗れた。

## 著書
- 『畜産市長の「口蹄疫」130日の闘い』（書肆侃侃房, 2010年）ISBN 4863850395